# Taranta Peligna
Taranta Peligna (La Taranta in dialetto locale; Tarantola sino al 1881) è un comune italiano di 298 abitanti della provincia di Chieti in Abruzzo. Il comune si estende dai 378 del fiume Aventino ai 2.646 metri del Monte Macellaro sul livello del mare. Fa parte dell’unione dei comuni montani Maiella orientale-Verde Aventino e del Parco Nazionale della Majella. Aderisce all'Associazione nazionale Città delle Grotte ed è sede legale dell'associazione.

## Geografia fisica
Taranta Peligna sorge nella valle dell'alto corso del fiume Aventino, alle pendici della Majella orientale. Il centro urbano sorto inizialmente su Le Ripe del fiume, per poi espandersi in posizione più aperta sulla conoide detritica della valle. Nel territorio si trovano l'oasi fluviale delle Acquevive e la luggett, resti di un condotto scavato nella viva roccia.

## Storia
Taranta Peligna risulta già abitata dalla preistoria come dimostra il ritrovamento di un'ascia di bronzo della prima metà del II millennio a.C. Nell'XI secolo è feudo dei Conti di Sangro, se nel 1065 il Conte Borrello figlio di Borrello e suo figlio Borrello Infante donano al Vescovo Attone, allora Signore di Chieti, la Chiesa di San Pietro di Taranta (oggi scomparsa). Nel XII secolo viene citata come Tarantam quando fu feudo di un milite gestito dalla famiglia Manerius de Palena sub feudatario di Boemondo, conte di Manoppello, mentre nel XIII secolo fu proprietà di Berardo di Acciano e di Enrico di Portella, invece, nel 1316 Niccolò di Acciano era proprietario di metà del centro abitato, in seguito compra una sesta parte da Roberto Morello e Berardo di Lama, poi, nel XV secolo il comune risulta feudo dei Caldora e nel XVIII secolo fu dei D'Aquino. Nel frattempo, negli anni 1308, 1324-1324 il paese viene citato in alcune decime dovute ad alcuni clerici e chiese, mentre, nel 1568 viene ritrovata una pietra tombale con un'epigrafe in latino. In seguito, nel 1943, durante la seconda guerra mondiale il paese viene quasi del tutto distrutto dai tedeschi, questo causerà una grave emigrazione.
Infatti il generale Albert Kesselring, nella tattica della "terra bruciata", ordinò alla popolazione di abbandonare il paese nel 26 ottobre 1943, essendo Taranta nella linea Gustav. Lo stesso accadde con la vicina Lettopalena. Durante il bombardamento alleato inoltre, l'intera chiesa di San Biagio fu fatta saltare in aria.

### Seconda guerra mondiale
Taranta insieme a Lama, Gessopalena, Colledimacine e Palena si trovava durante la seconda guerra mondiale lungo il percorso della linea Gustav, da Ortona a Cassino. Il 26 ottobre 1943 il paese fu occupato, e venne affisso sui muri l'ordine di sfollamento dei civili da parte del comandante Albert Kesselring, perché le case sarebbero state minate e fatte saltare in aria, per impedire agli alleati il rifornimento e il riparo.
Mentre gli sfollati si rifugiavano presso le grotte del Cavallone, alle porte dell'inverno, o scappavano a Palena, salvo poi essere condotti nel campo di prigionia di Campo di Giove (AQ) insieme agli sfollati della vicina Lettopalena, il paese di Taranta veniva bruciato, e gli edifici principali minati e fatti saltare in aria: tutto il quartiere attorno alla chiesa di San Biagio fu distrutto, compresa la chiesa, soprattutto la parte laterale e il tetto, mentre la chiesa di San Nicola venne risparmiata, insieme al santuario della Madonna; i tedeschi, per impedire ulteriormente l'accesso al paese, distrussero il ponte sull'Aventino.

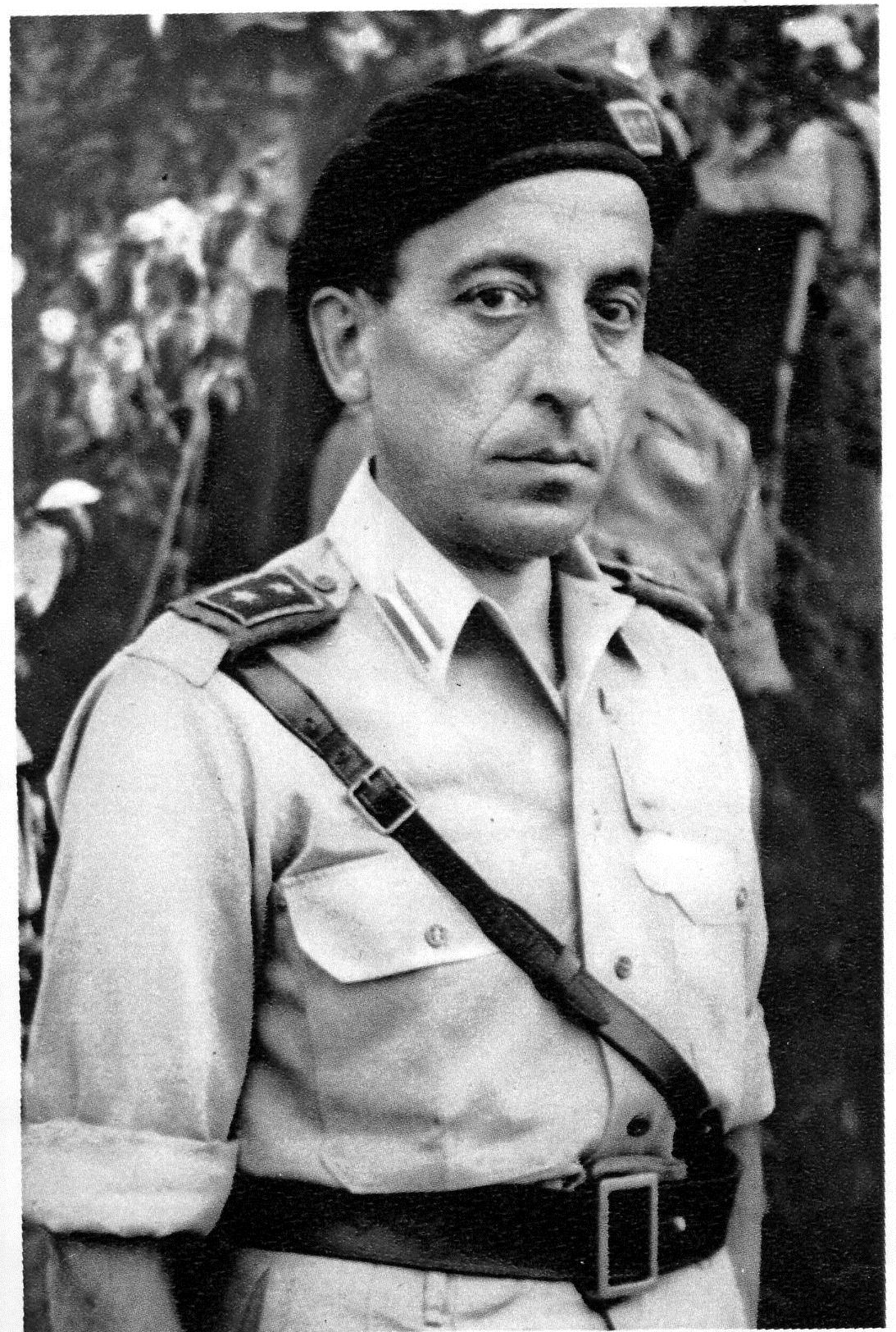
Ettore Troilo

Quando i patrioti della Banda Maiella raggiunsero Taranta nel febbraio 1944, i tedeschi iniziarono ad essere respinti, ma gli sfollati tornarono nelle loro case solo il 13 giugno 1944, trovando un paese in macerie; tuttavia faticosamente negli anni a seguire Taranta fu ricostruita, e negli anni '80 il patriota Domenico Troilo con l'aiuto di Nicola Troilo, figlio del comandante Ettore Troilo e di altri patrioti della "Brigata Maiella", promossero la costruzione del sacrario militare lungo la strada statale 84.

### Catastrofi naturali
Vari terremoti colpirono il paese, tra cui uno il 3 novembre 1706, evento che causò 100 vittime; quello del 1915; un altro ancora nel 1933 quando la chiesa di San Biagio divenne pericolante e, infine, uno il 1984. Inoltre, nel 1929 vi fu una piena dell'Aventino, quando il fiume distrusse molte case e ridisegnò il percorso del fiume stesso.

### Simboli
Lo stemma e il gonfalone del Comune di Taranta Peligna sono stati concessi con decreto del presidente della Repubblica del 26 aprile 1983.
Nello scudo d'argento è raffigurata una tarantola di nero, per evidente assonanza con il toponimo. Il gonfalone è un drappo partito di bianco e di nero.

## Monumenti e luoghi d'interesse

### Architetture religiose

#### Santuario Madonna della Valle
In origine fu una cappelletta aperta al pubblico di proprietà della famiglia de Simeonibus. Successivamente una chiesetta che nel 1589 risultava danneggiata dall'umidità. Nel 1706 fu l'unica costruzione che restò indenne dal terremoto. Al primo Ottocento risale, con i dovuti rifacimenti, la chiesa attuale elevata a Santuario diocesano nel 1991.
La chiesa, di grande devozione, sorge nella parte alta del paese a ridosso di un costone roccioso. L'interno è a navata unica e copertura in legno a due falde.
Il santuario domina la vallata dell'Aventino, posto nell'attuale strada di via Duca degli Abruzzi, scendendo dalla strada statale 84 Frentana, fu realizzato in seguito a un miracolo del XV secolo. A causa dell'eccessiva pioggia, un costone di montagna minacciava una frana che si sarebbe abbattuta sul paese a valle. Dei pastori si rifugiarono presso una grotta, vicino alle grotte del Cavallone, e apparve sopra un tronco di quercia la Madonna, rassicurandoli della loro salvezza dalla pioggia torrenziale.
I pastori devoti decisero di erigere una prima cappella, con la statua della Madonna intagliata dal tronco di quercia dove la Vergine apparve; la "Madonna della valle" fu eletta patrona di Taranta. Nel 1589, quando ci fu la prima visita pastorale del vescovo di Chieti, la chiesetta era stata ampliata come un vero e proprio edificio di culto.
La chiesa fu rifatta nel XIX secolo in stile neoclassico, con la collocazione della statua della Madonna nell'altare maggiore, anche la statua fu restaurata con il ricamo di un abito azzurro, la realizzazione di una parrucca di veri capelli sia per lei che per la testa del Bambino; e iniziò ad essere venerata il 2 luglio, giorno della ricorrenza della Visitazione di Maria ad Elisabetta. Nel 1991 il metropolita Antonio Valentino dell'Arcidiocesi Chieti-Vasto concesse alla chiesa il titolo di santuario diocesano.
La facciata è molto semplice, con un portale architravato in pietra, rettangolare, una cornice marcapiano divise orizzontalmente la facciata dall'architrave a timpano triangolare, con al centro due fori per le campane.

#### Chiesa di San Nicola di Bari

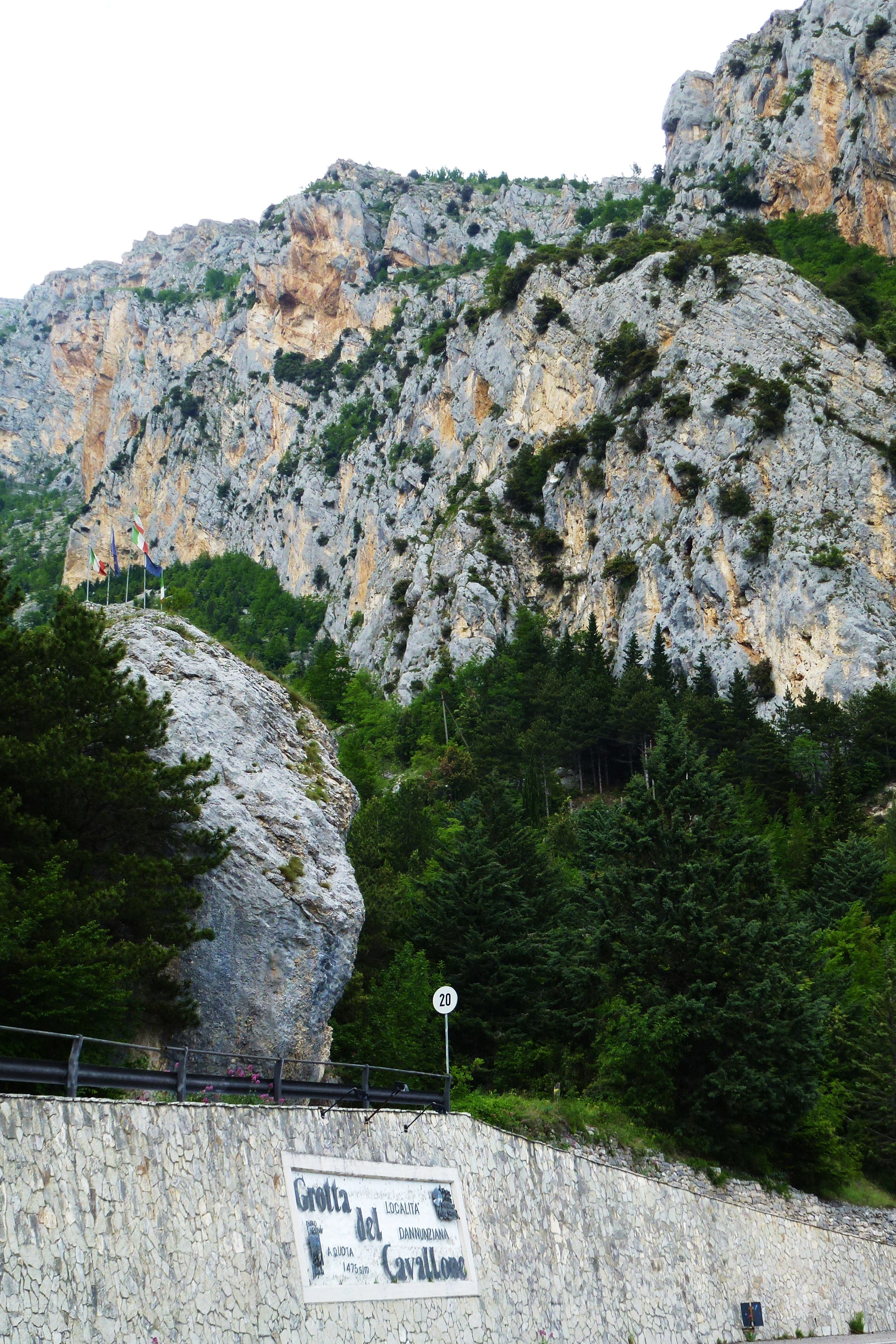
Ingresso alle grotte del Cavallone

Su una rupe, quella dell'antico castello di Taranta, che precipita sul fiume Aventino, si eleva la chiesa parrocchiale dedicata a S. Nicola di Bari, le cui origini sono antecedenti al 1300. Nella metà del XVIII secolo fu ricostruita daccapo sopra l'area del castello, a causa dei danni del terremoto della Majella del 1706. In essa sono conservate alcune tele del '600 e un pregevole quattrocentesco crocifisso su tavola, attribuito ad Antoniazzo Romano.
La facciata è tripartita da lesene ed è strutturata a salienti, un orologio è posto nella sezione in alto a destra, mentre un portale è sito nella parte centrale, anch'esso è sito tra lesene, in più sopra vi è un timpano triangolare spezzato. Una scalinata a due rampe precede l'ingresso.
L'interno è a tre navate in stile neoclassico, l'abside è semicircolare, preceduta da arco trionfale. Tra le opere d'arte di interesse: un quadro del XVII secolo raffigurante l'Assunzione di Maria con i santi Nicola, Donato, Biagio e Ubaldo, santi legati alla fede tarantese, una tavola quattrocentesca con ritratto il Crocifisso, opera di Antoniazzo Romano(?), rinvenuto secondo la leggenda da un contadino nel suo campo, vedendo l'improvviso arresto repentino dei buoi durante l'aratura. Poi si conserva la statua seicentesca di San Nicola, a mezzobusto, usata per la processione; il santo è ritratto nelle vesti di vescovo.

### Chiesa della Santissima Trinità
La chiesa è del XVI secolo, si trova in via Roma. Nel 1811 vengono realizzate delle decorazioni dell'edificio di culto. La facciata è molto povera, tuttavia è incorniciata da lesene che sorreggono il cornicione. Il portale è incorniciato dalla pietra, sopra di esso vi è una finestra anch'essa incorniciata. La facciata è dipinta di bianco, eccezion fatta per le lesene che sono dipinte di grigio e le parti in pietra che non sono intonacate. Il campanile è posto sulla parte sinistra della tettoia. Due finestre ad arco a tutto sesto ospitano una campana ciascuno, sopra vi è un timpano. L'interno della chiesa è a navata unica.

#### Chiesa della Madonna del Carmine

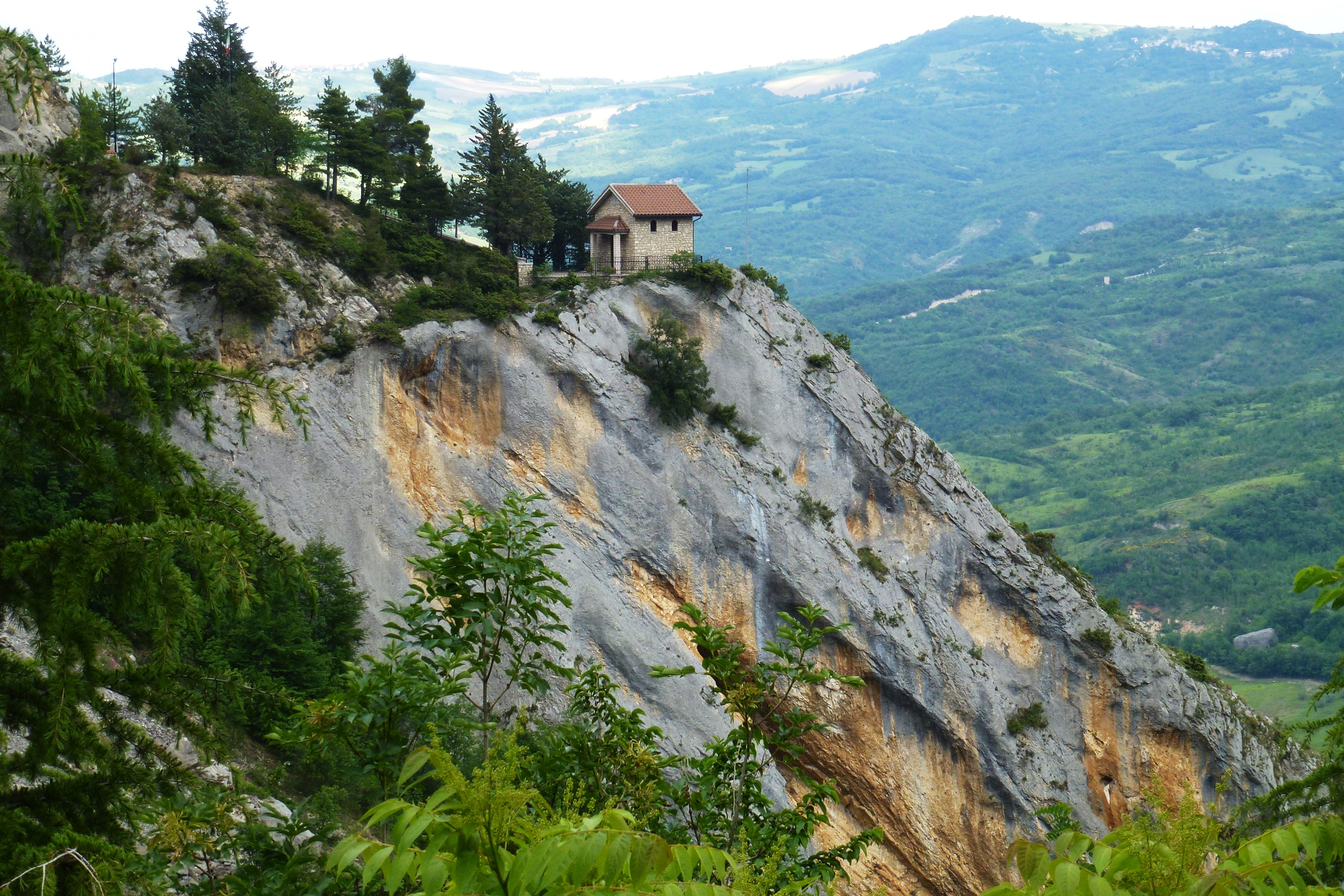
Veduta dalla strada statale del sacrario militare della Brigata Maiella

La piccola chiesa, costruita nell'Ottocento, ma rifatta ampiamente nel Novecento, si eleva sulla roccia granitica della Rocchetta. Recentemente restaurata dal Dr. Giuseppe Recchione la cui famiglia è sempre stata molto devota alla Madonna del Carmine. La chiesa si trova dalla parte orientale di via Duca degli Abruzzi, è un tempietto in pietra di montagna a vista, a impianto rettangolare con soffitto a capanna e tetto spiovente, facciata semplice con un piccolo nartece a spioventi, e campanile a vela.

### Chiesa di San Biagio (rovine)
Al centro del paese (piazzale San Biagio) si trovano le rovine della chiesa di S. Biagio (XVI secolo), di cui sono rimasti in piedi alcuni tratti delle mura, la zona absidale e la facciata in pietra, col grande portale che conserva i battenti lignei intagliati, recanti le figure dei santi Biagio e Rocco entro edicole, busti di santi e angeli; a sinistra i resti della possente torre campanaria, eretta dal 1564 al 1616, come testimoniano due iscrizioni alla base del campanile medesimo: un tempo a cinque piani, ne restano due, divisi da una cornice marcapiano.
La chiesa fu fatta saltare in aria dalle truppe naziste (primi del 1944) che ripiegavano sulle montagne della linea Gustav, ricacciati dagli Alleati verso Cassino, tuttavia dalle fotografie storiche si evince come la chiesa potesse essere restaurata e recuperata, ma venne lasciata in abbandono sino al 1965 quando, al rischio di un collasso, fu decisa la demolizione parziale. Dalle immagini storiche si vede come la chiesa fosse una delle architetture più interessanti di Taranta, aveva un impianto rettangolare con la facciata salienti, in tipico stile tardo romanico, benché il portale fosse barocco; a causa dei danni del terremoto della Majella del 1933 la chiesa fu restaurata, fu deciso un restauro del tempio quasi totale, meno la parte inferiore della facciata, che si mostrava come una chiesa medievale, con la parte superiore della facciata ad arcatelle cieche, similmente elle basiliche toscane (San Miniato al Monte, Duomo di Lucca, Duomo di Pisa, ecc.), queste arcate correvano anche lungo i lati, l'abside era semicircolare, con un ordine di finestre strette che ricordava le basiliche papali romane (San Paolo fuori le mura, Santa Maria Maggiore, ecc.).
L'interno era a tre navate, di cui quella centrale maggiore, divise da pilastri circolari poggianti su capitelli che componevano arcate a tutto sesto. Gli altari laterali erano barocchi. Il campanile aveva quattro settori, oggi la parte superiore con la cella campanaria non è più visibile in quanto demolita. Malgrado la demolizione della chiesa, ogni 2 febbraio a Taranta si celebra la festa della Candelora, molto sentita, con la preparazione del pane sacro, detto "panicella".

#### Chiesa della Madonna delle Grazie
Scomparsa a causa della guerra, si trovava nel quartiere di San Biagio, era poco più che una cappella rurale.

#### Sacrario Militare della Brigata Maiella

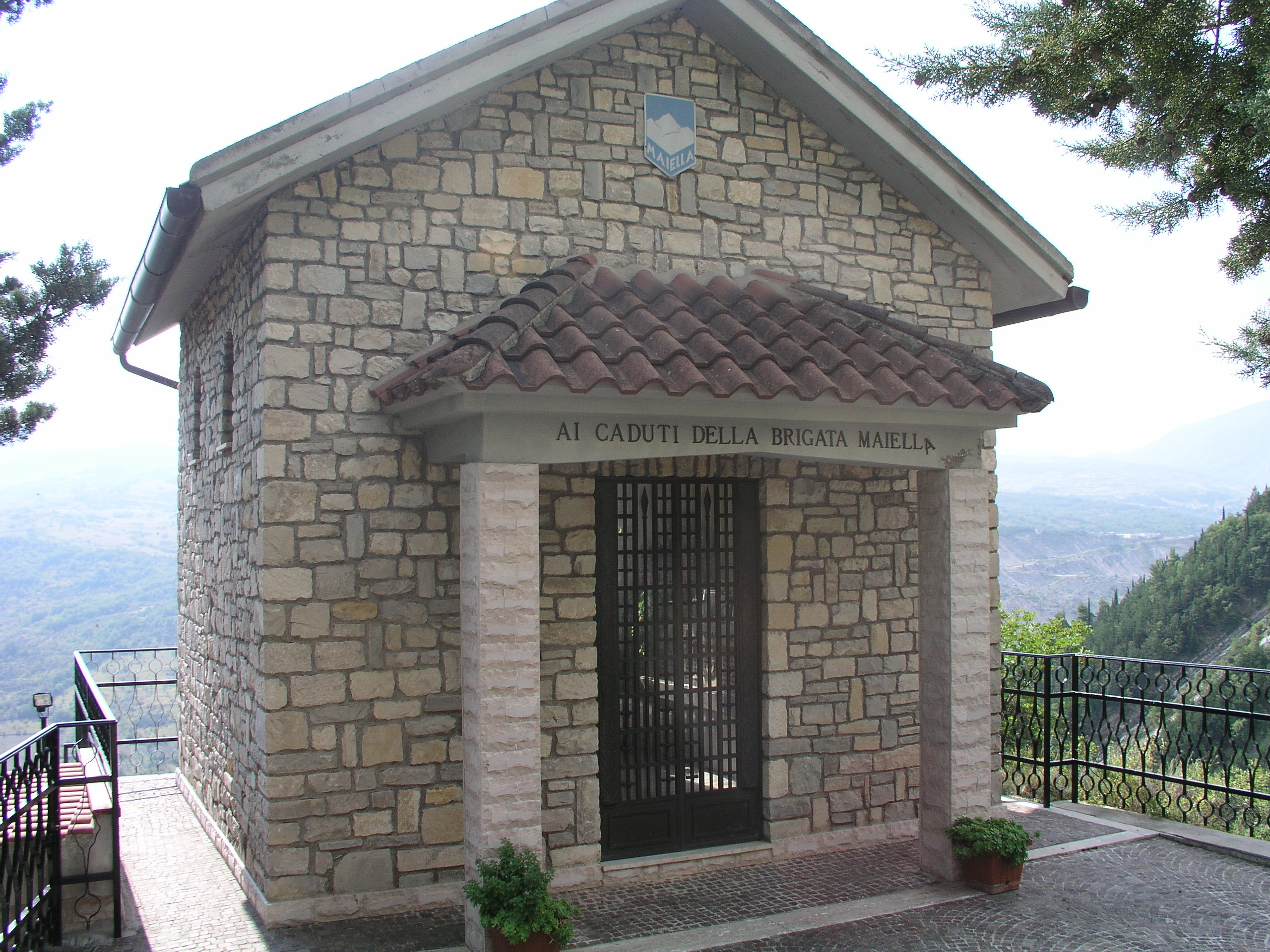
Sacrario della Brigata Maiella

Su uno sperone roccioso proteso come un balcone sul paese, si erge la cappelletta dedicata ai 55 caduti della Brigata Majella, una formazione partigiana unica nel suo genere ad essere stata fregiata di medaglia d'oro al valor militare pur non essendo una formazione militare.
Fu eretto simbolicamente a strapiombo sulla roccia della Majella, lungo la strada che da Lama dei Peligni conduce a Palena, a significare la fortezza e la tenacia dei partigiani abruzzesi, nelle operazioni di guerriglia sulle alture della montagna. Il sacrario è stato realizzato qualche anno dopo la fine della guerra nel 1945, composto da una cappella a forma di capanna, in conci di pietra regolare, molto modesta, con sopra l'architrave del portale la lapide con l'iscrizione "Onore ai caduti" e lo stemma ufficiale della Brigata. L'interno conserva le lapidi tombali con le fotografie dei principali brigadisti caduti durante le operazioni di liberazione del territorio del Sangro-Aventino. Il sacrario è preceduto da un percorso a piedi lungo la parete rocciosa, dove sono scolpite le principali tappe, da Casoli a Brisighello in Veneto, conquistate dai patrioti di Ettore Troilo, tale cammino è detto "della Liberazione", fino al raggiungimento del piazzaletto del sacrario,m dove si trovano delle lapidi commemorative che ricordano le visite di onorevoli e presidenti della Repubblica, di cui si ricordano Carlo Azeglio Ciampi (2001-2003-2005), legato fortemente al territorio abruzzese, poiché fu ospitato da esule in un palazzo a Scanno (AQ), poi Luigi Einaudi, anche gli sfollato in Abruzzo, e di recente, nella visita speciale del 25 aprile 2018, il presidente Sergio Mattarella, che ha visitato anche Casoli, e il museo della Memoria allestito nel castello ducale.
La formazione patriottica, sorta a Casoli nel dicembre del 1943, operò per la Resistenza in Abruzzo e in tutta l'avanzata della Liberazione, fino a Bologna e ad Asiago. Lo scioglimento avvenne a Brisighella il 15 luglio 1945.

### Palazzo Malvezzi
Sito accanto alla chiesa di San Nicola, fu ricostruito dopo il terremoto del 1706 dall'antico castello. Il palazzo fu la residenza dei Malvezzi, famiglia di origine bolognese, sino al 1747 quando questo ramo ereditario si estinse. Il palazzo successivamente venne suddiviso tra vari proprietari sino al 1984, quando a seguito del terremoto venne acquisito dal Comune che provvide al suo restauro. Adibito oggi a sede di varie associazioni e manifestazioni culturali.

## Economia

### Turismo

#### Valle di Taranta
La Tagliata, l'antico nome della Valle di Taranta, è una grandiosa fenditura che incide profondamente per oltre sette chilometri il versante orientale della Majella. Ha origine alla Sella del Macellaro (2646 m), piccola depressione situata tra il monte Macellaro e la grotta Canosa. La valle offre un ambiente naturale che annovera fenomeni carsici, rarità botaniche e fauna particolare. Vi si aprono numerose cavità come la grotta dell'Asino, del Bove e la grotta turistica del Cavallone, raggiungibile con un impianto funiviario. Molto frequentata nel periodo estivo è luogo ideale per l'escursionismo, il rifugio Macchia di Taranta (1703 m) facilita le escursioni per il Colle d'Acquaviva (2200 m), il monte Macellaro (2646 m), l'Altare dello Stincone (2426 m) e il più lontano monte Amaro (2793 m), la seconda cima più elevata dell'Appennino.

#### Grotta del Cavallone

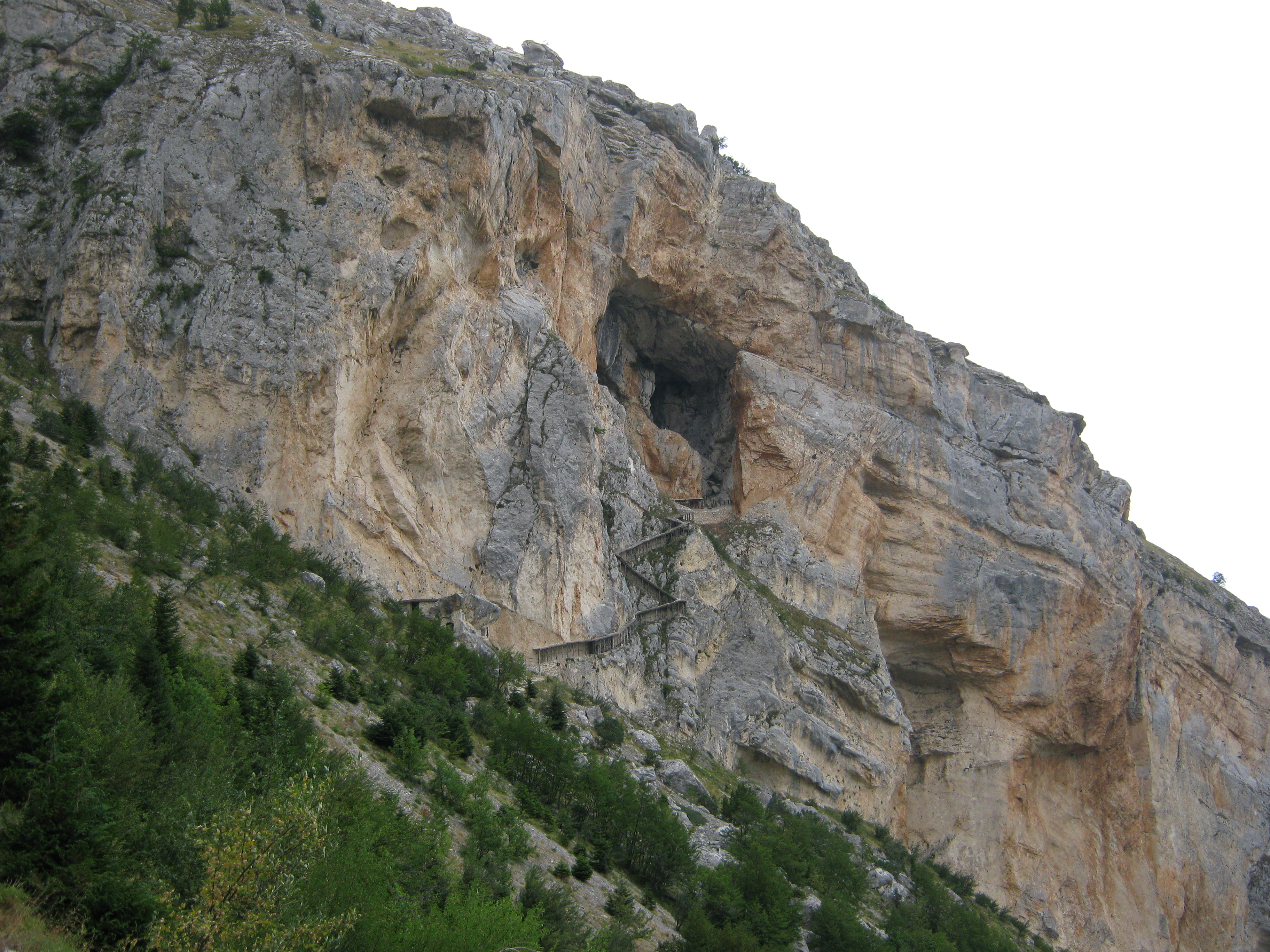
Ingresso della grotta del Cavallone

La grotta del Cavallone si apre sullo strapiombo della parete rocciosa posta sul lato sinistro della Valle di Taranta a quota 1475 e si sviluppa per oltre 1400 metri. Ricca di formazioni concrezionali, offre visioni di grande suggestione.
Dalla base l'apertura è simile ad un grosso nido di volatili; in realtà colpisce la grandiosità e l'imponenza dell'imbocco sulla fantastica parete. La grotta è costituita da una serie di condotti e di sale concrezionate, attrezzate per la visita turistica per circa 800 metri, la cui toponomastica è in gran parte regolata su personaggi della tragedia dannunziana La figlia di Iorio e da similitudini più o meno felici.
È detta anche Grotta della figlia di Iorio in quanto Francesco Paolo Michetti, trasse ispirazione dall'antro d'ingresso per la scenografia del secondo atto della tragedia dannunziana che venne messa in scena al Teatro lirico di Milano il 4 marzo 1904; e sull'onda del successo arriso all'opera del vate, la grotta richiamò numerosi visitatori ed eruditi, molti dei quali la descrissero con termini fantasiosi e ricchi di ispirate metafore.

#### Grotta Canosa
La cavità è un riparo sotto roccia a quota 2604, tra la valle di Femmina Morta e la valle Cannella, ben visibile da lontano e punto di convergenza di alcuni itinerari per il monte Amaro. I finitimi comuni di Taranta Peligna, Lama dei Peligni e Pacentro la scelsero come termine di confine dei rispettivi territori.

#### Le Acquevive
La Majella è un massiccio di chiara origine calcarea che "poggia", però, su terreno argilloso.
La roccia calcarea è una roccia molto tenera che si lascia attraversare e modellare dall'acqua; la permeabilità all'acqua della roccia calcarea insieme alla presenza di argilla, premette la nascita, in diversi paesi del parco nazionale della Majella, di numerose sorgenti naturali, tra le quali le più caratteristiche sono sicuramente quelle del parco fluviale "Le Acquevive" posto ai piedi del paese di Taranta Peligna.

## Cultura

### Letteratura
Taranta e Lama dei Peligni hanno ispirato nel 1903 la tragedia La figlia di Iorio del poeta Gabriele D'Annunzio. 

## Società

### Evoluzione demografica
Abitanti censiti

### Tradizioni e folclore
- 16 maggio: festa patronale di Sant'Ubaldo[15]

## Amministrazione
| Periodo        | Periodo        | Primo cittadino        | Partito                          | Carica  | Note   |
| -------------- | -------------- | ---------------------- | -------------------------------- | ------- | ------ |
| 23 aprile 1995 | 13 giugno 1999 | Nicola Antonio Mancini | Lista civica di centro-destra    | Sindaco | [ 16 ] |
| 14 giugno 1999 | 13 giugno 2004 | Graziano Merlino       | Lista civica di centro-sinistra  | Sindaco | [ 17 ] |
| 14 giugno 2004 | 7 giugno 2009  | Nicola Angelucci       | Lista civica                     | Sindaco | [ 18 ] |
| 8 giugno 2009  | 24 maggio 2014 | Marcello Di Martino    | Lista civica Taranta democratica | Sindaco | [ 19 ] |
| 25 maggio 2014 | 25 maggio 2019 | Marcello Di Martino    | Lista civica Taranta democratica | Sindaco | [ 20 ] |
| 26 maggio 2019 | 9 giugno 2024  | Giovanni Paolo Rosato  | Lista civica Viviamo Taranta     | Sindaco | [ 21 ] |
| 10 giugno 2024 | in carica      | Francesco Piccone      | Lista civica Progetto Taranta    | Sindaco | [ 22 ] |